# Televorsatzlinse

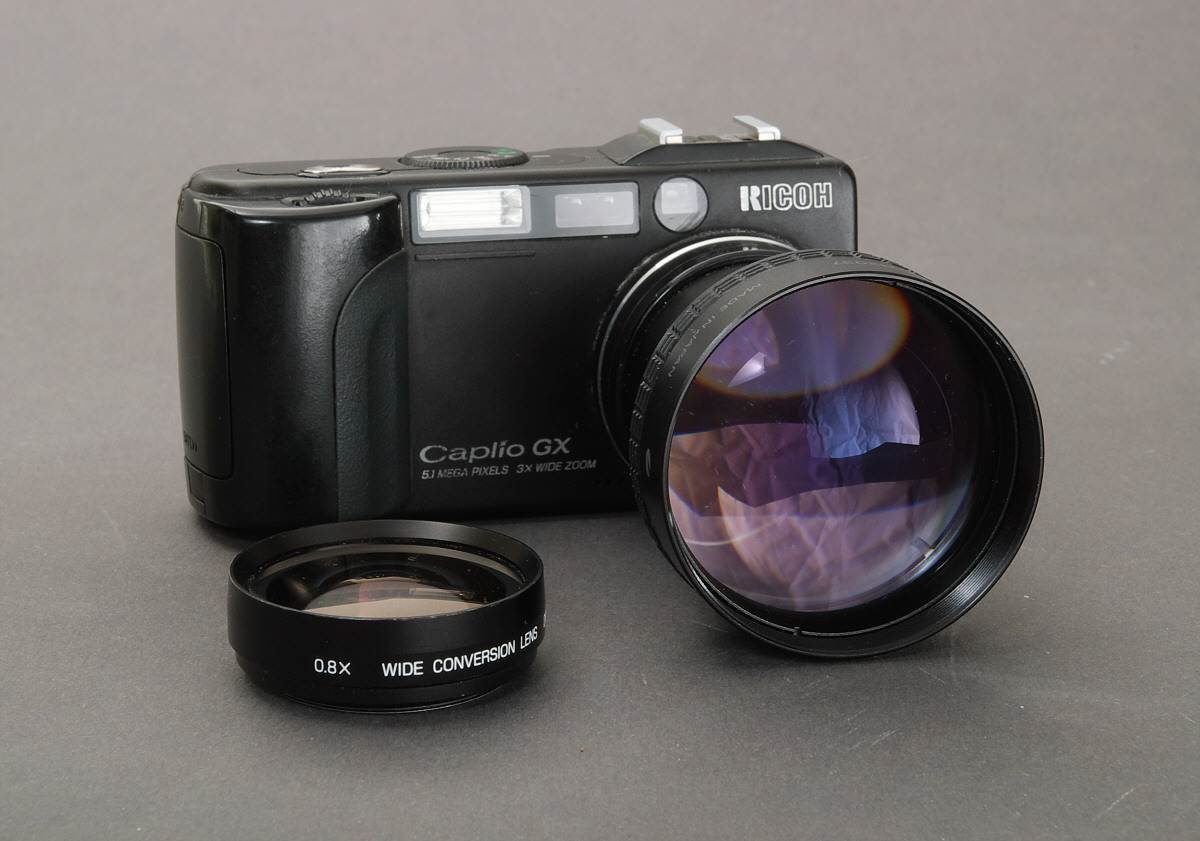
Digitale Kompaktkamera mit montiertem Televorsatz. Daneben ein Weitwinkelkonverter.

Eine Televorsatzlinse (engl.: tele conversion lens) ist ein Zubehörteil für Foto- oder Filmkameras, mit dessen Hilfe die Brennweite des eingebauten Objektivs verlängert werden kann. 
Televorsatzlinsen haben einen festen Verlängerungsfaktor, es gibt sie mit Faktoren zwischen 1,5-facher bis zu vierfacher Brennweitenverlängerung. Ein Vorsatzkonverter mit dem Faktor zwei macht also beispielsweise aus einem 50-mm-Objektiv ein 100-mm-Teleobjektiv. 
Televorsatzlinsen werden vornehmlich bei Schmalfilmkameras, Videokameras und kompakten Digitalkameras mit fest eingebautem Objektiv eingesetzt. Falls sie mit Zoomobjektiven verwendet werden, funktionieren sie meist nur bei längster eingestellter Brennweite des Grundobjektivs zufriedenstellend, bei anderen Brennweiten ergeben sich starke Verzeichnungen und Abschattungen am Bildrand, die sich bis zu einem kreisförmigen Bild ausprägen können.
Entgegen der Bezeichnung ist eine Televorsatzlinse keineswegs eine einfache Linse, sondern ein Mehrfach-Linsensystem, das ähnlich einem Fernrohr arbeitet. Der Strahlengang wird so beeinflusst, dass die Hauptebene des Grundobjektivs in Richtung Motiv verschoben wird, was eben einer Brennweitenverlängerung entspricht. 